# توجاف

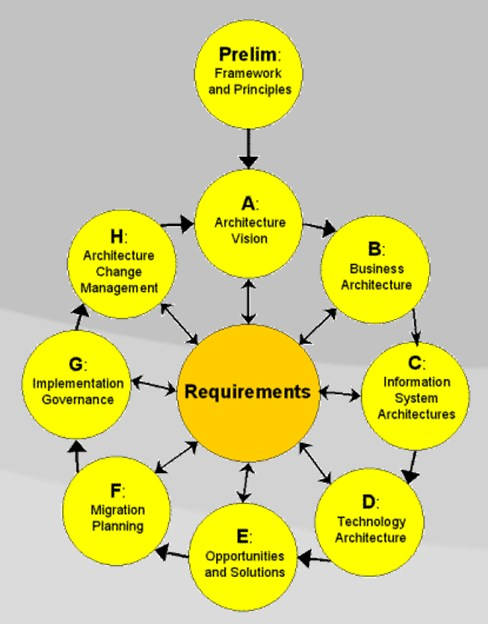

الأطر المعمارية لأنظمة المعلومات للمؤسسات مثل اطار TOGAF (من الإنجليزية The Open Group Architecture Framework) أي الأطر المعمارية للمجموعة المفتوحة هي أطر معمارية تفصيلية لتصميم وتخطيط وحوكمة الأطر الخاصة بمعمارية أنظمة المعلومات للمؤسسات. ويعتبر اطار TOGAF من أشهر هذة الأطر حاليا وهو اطار شامل لتصميم ونمذجة أنظمة المعلومات في المؤسسات طبقا للأربع مستويات المتعارف عليها وهي:-
1. الأعمال أو نموذج الأعمال للمؤسسة
2. التطبيقات المتعلقة بأعمال المؤسسة
3. البيانات المتعلقة بهذة التطبيقات
4. التكنولوجيا المستخدمة في معالجة وإدارة هذة البيانات

توجاف (TOGAF) هو ماركة مسجلة في الولايات المتحدة الأمريكية ودول أخرى - لمزيد من المعلومات انظر الوصلة .
ويحاول اطار TOGAF هنا إعطاء أو تقديم نموذج تجريبى أو نموذج تم تجريبة بدقة قبل تفعيلة على معلومات المؤسسة ومن ثم اتباع هذا الإطار في التطبيق (مثال الماكيت في التطبيقات والتصميمات الهندسية). ويعتم هذ الإطار على مايلى:-
- النمذجة
- الأنظمة القياسية
- التكنولوجيا الحالية
- الخدمات والمنتجات الحالية

## مكونات الإطار
ويتكون الإطار المعمارى للمؤسسة من عدة ادوات تستخدم لتصميم اطر مختلفة لعرض بناء التالى:-
- توصيف أسلوب يعتد بة في تعريف نظم المعلومات في شكل الأركان الأساسية للنظام
- توضيح كيفية ربط الأركان الأساسية للنظام والعلاقات بينها
- احتوائة على الأدوات المساعدة في التصميم والبناء
- تقديم قاموس عام للأطراف المعنية بالأطار
- احتوائة على كشف بالمنظومات القياسية المحتلمة والتي لها علاقة
- احتوائة على كشف بالمنتجات المتوافقة والتي يمكن استخدامها لبناء الأركان الأساسية للنظام

## الفوائد والمردود المتوقع من استخدام الإطار المعمارى توجاف TOGAF
- من أكثر الفوائد أهمية هي الاعتماد على اطار معمارى موحد وقياسى لرسم احتياجات المؤسسات على الأربع المستويات المذكورة وربطها بطريقة ديناميكية وتجربة فاعلية وكفائة الإطار قبل البدء في البناء
- وبناء علية زيادة الشفافية وتعظيم الرؤية في مستقبل المؤسسات وذلك عند الانتهاء من خريطة الطريق الكاملة والمتعلقة بالبناء قبل بدءة
- استخدام ادوات قياسية دولية تساعد الأطراف المعنية على سهولة التداول وعدم الاعتماد على الأفراد فقط مما يزيد من قيمة لبناء المؤسسى
- التفاعل مع المؤسسات الأخرى محليا ودوليا والتي قد تستخدم نفس الإطار مما يتيح سهولة وسرعة التعامل
- القضاء على التكرار الفعلى والورقى داخل المؤسسة
- زيادة مستوى الأمان المتعلق معلومات المؤسسة

.

## وصلات خارجية
- الموقع الرسمي
- TOGAF 9 Online
- TOGAF 8.1.1 Online
- IBM developerWorks: Understand The Open Group Architecture Framework (TOGAF) and IT architecture in today's world (February 2006)
- Developer.com: TOGAF: Establishing Itself As the Definitive Method for Building Enterprise Architectures in the Commercial World (June 2004)
- TOGAF or not TOGAF: Extending Enterprise Architecture beyond RUP (January 2007)
- Practical advice: How to bring TOGAF to life (October 2007)